# Cidade média
Cidade média é um termo muito comum usado em urbanismo para designar cidades um certo porte ou tamanho de estrutura urbana. As cidade média são um centro urbano regional que possui uma posição intermediária entre as grandes cidades e as pequenas cidades ou vilas. As cidades médias têm uma população de 50.000 a 500.000 habitantes e desempenham um papel importante na estruturação territorial e no desenvolvimento regional. Além disso, as cidades médias geralmente possuem uma economia diversificada, com atividades econômicas em setores como indústria, comércio e serviços, e são capazes de fornecer serviços básicos e infraestrutura para as regiões vizinhas.
Muitas cidades acima de 100 mil habitantes já abrigam empresas e serviços de alto padrão e sofisticação. Nelas estão presentes universidades, centros de pesquisas, laboratórios, clínicas especializadas, além dos meios de comunicação de massa e revenda de produtos importados. Geralmente, esta categoria de cidade tem influência sobre o seu estado ou uma determinada região.
Uma definição mais antiga é a que foi dada pela Conferência Internacional de Estatística de 1887, que definia cidades grandes como sendo aquelas com mais de 100 mil habitantes. No Brasil há mais de 200 municípios entre 100 e 300 mil habitantes, a maioria deles perto do litoral. Em Portugal, existem 21 municípios considerados médios com uma população entre 100 e 300 mil habitantes.

### Políticas para cidades médias
A primeira política no Brasil voltada a cidade de porte médio foi na década de 1970. O Programa de Cidades de Porte Médio (PCPM) foi uma iniciativa do governo brasileiro na década de 1970, que tinha como objetivo estimular o desenvolvimento econômico e social de cidades com população entre 50.000 e 500.000 habitantes. O programa foi criado em 1975 pelo Ministério do Interior, como parte do Plano Nacional de Desenvolvimento (PND) do governo Geisel.
O PCPM previa investimentos em infraestrutura básica, como saneamento, transporte, energia elétrica e telecomunicações, além de incentivos fiscais e financeiros para atrair investimentos privados e fomentar a criação de empregos e renda nas regiões. O programa também visava promover a descentralização das atividades econômicas e melhorar a distribuição espacial da população e das atividades produtivas no país.

O PCPM foi um marco importante na política de desenvolvimento regional do Brasil, contribuindo para a interiorização do desenvolvimento e a redução das desigualdades regionais. O programa ajudou a consolidar diversas cidades médias em polos regionais de desenvolvimento, com a criação de empregos e o fortalecimento da economia local. No entanto, o programa enfrentou críticas por sua implementação descentralizada e desarticulada, e por não ter sido suficientemente eficaz em promover a igualdade social e regional no país.